# Gante-Wevelgem 1981
La Gante-Wevelgem 1981 fue la 43.ª edición de la carrera ciclista Gante-Wevelgem y se disputó el 8 de abril de 1981 sobre una distancia de 254 km.  
El holandés Jan Raas (TI-Raleigh-Creda) se impuso en la prueba. Sus compatriotas Roger De Vlaeminck y Fons De Wolf fueron segundo y tercero respectivamente.

## Clasificación final
| Posición | Ciclista           | Equipo                | Tiempo   |
| -------- | ------------------ | --------------------- | -------- |
| 1        | Jan Raas           | TI-Raleigh-Creda      | 5h47'00" |
| 2        | Roger De Vlaeminck | DAF Trucks-Cote d'Or  | m.t.     |
| 3        | Fons De Wolf       | Vermeer-Thijs         | m.t.     |
| 4        | Gregor Braun       | Famcucine-Campagnolo  | m.t.     |
| 5        | Marc Demeyer       | Capri Sonne           | m.t.     |
| 6        | Adrie van der Poel | DAF Trucks-Cote d'Or  | m.t.     |
| 7        | Ludo Peeters       | TI-Raleigh-Creda      | m.t.     |
| 8        | Eddy Vanhaerens    | Boule d'Or-Sunair     | a 12"    |
| 9        | Giuseppe Saronni   | Gis Gelati-Campagnolo | m.t.     |
| 10       | Jos Jacobs         | Capri Sonne           | m.t.     |